# Lentxu Rubial Cachorro
Lentxu Rubial Cachorro (Bilbao, 1945) és una política basca, filla de Ramón Rubial Cavia. Ha estat directora de vendes i directora administrativa d'empresa d'arquitectura interior fins a 1996. Secretària Executiva de la CEF-PSOE. Membre del Consell Polític de l'Assessor del PSOE d'Euskadi, fou escollida senadora per Biscaia per PSE-EE a les eleccions generals espanyoles de 2004 i 2008, on ha estat presidenta de la Comissió de Treball i Assumptes Socials del Senat. És presidenta de Ramón Rubial Fundazioa i vicepresidenta de la Fundació Espanyols al Món.